# Jimmy Neutron: mały geniusz
Jimmy Neutron: mały geniusz (ang. The Adventures of Jimmy Neutron: Boy Genius) – amerykański serial animowany emitowany w latach 2002–2006 przez Nickelodeon.

## Fabuła
Jimmy, posiadający ponadprzeciętny iloraz inteligencji, jest wynalazcą licznych gadżetów i urządzeń, które często mają na celu ułatwienie życia lub rozwiązanie codziennych problemów. Jednak jego wynalazki nierzadko prowadzą do nieoczekiwanych komplikacji, wplątując zarówno jego, jak i jego przyjaciół w różnorodne kłopoty. 
W swoich przygodach Jimmy'emu towarzyszą najlepsi przyjaciele: Carl Wheezer, chłopiec o łagodnym usposobieniu i licznych alergiach, oraz Sheen Estevez, entuzjastyczny miłośnik superbohaterów, zwłaszcza Ultra Lorda. Razem stawiają czoła wyzwaniom wynikającym z eksperymentów Jimmy'ego, ucząc się przy tym wartości przyjaźni i współpracy.
Serial często przedstawia rywalizację między Jimmym a jego szkolną koleżanką, Cindy Vortex, która również jest bardzo inteligentna i ambitna. Ich konkurencja prowadzi do zabawnych sytuacji, ale także do wzajemnego szacunku i zrozumienia.

## Odcinki

### Spis odcinków
| Premiera odcinka        | N/o | Polski tytuł                     | Angielski tytuł               |
| ----------------------- | --- | -------------------------------- | ----------------------------- |
|                         |     |                                  |                               |
| PILOT                   |     |                                  |                               |
|                         |     |                                  |                               |
|                         | P1  |                                  | Runaway Rocketboy!            |
|                         |     |                                  |                               |
| ODCINKI KRÓTKOMETRAŻOWE |     |                                  |                               |
|                         |     |                                  |                               |
|                         | S1  | Carl do kwadratu                 | Carl Squared                  |
|                         |     |                                  |                               |
|                         | S2  | Czas na ciacha!                  | Cookie Time                   |
|                         |     |                                  |                               |
|                         | S3  | Hiper kukurydza                  | Hyper Corn                    |
|                         |     |                                  |                               |
|                         | S4  | Nowy pies, stare sztuczki        | New Dog, Old Tricks           |
|                         |     |                                  |                               |
|                         | S5  | Boli, boli, idź precz            | Pain, Pain, Go Away!          |
|                         |     |                                  |                               |
|                         | S6  | Morze na minusie                 | Sea Minus                     |
|                         |     |                                  |                               |
|                         | S7  | Ultralord kontra wiewiórki       | Ultralord vs. the Squirrels   |
|                         |     |                                  |                               |
| FILM PEŁNOMETRAŻOWY     |     |                                  |                               |
|                         |     |                                  |                               |
| 12.09.2002              | F1  | Jimmy Neutron: mały geniusz      | Jimmy Neutron: Boy Genius     |
|                         |     |                                  |                               |
| SERIA PIERWSZA          |     |                                  |                               |
|                         |     |                                  |                               |
| 10.07.2008              | 01  | Inwazja spodni                   | When Pants Attack             |
|                         |     |                                  |                               |
| 29.07.2008              | 02  | Kosmiczne jaja                   | The Eggpire Strikes Back      |
| 30.07.2008              | 03  | Kosmiczne jaja                   | The Eggpire Strikes Back      |
|                         |     |                                  |                               |
| 06.08.2008              | 04  | Ojciec sukcesu                   | Make Room for Daddy-O         |
|                         |     |                                  |                               |
| 07.08.2008              | 05  | Mumia plażowa                    | Beach Party Mummy             |
|                         |     |                                  |                               |
| 01.08.2008              | 06  | Od pierwszego wejrzenia          | Love Potion 976/J             |
|                         |     |                                  |                               |
| 31.07.2008              | 07  | Neutronowa gwiazdka              | Holly Jolly Jimmy             |
|                         |     |                                  |                               |
| 04.08.2008              | 08  | Z innej ery                      | Sorry, Wrong Era              |
|                         |     |                                  |                               |
| 05.08.2008              | 09  | Kopalnia kłopotów                | A Beautiful Mine              |
|                         |     |                                  |                               |
| 16.10.2008              | 10  | Operacja: Jet Fusion             | Operation: Rescue Jet Fusion  |
| 17.10.2008              | 11  | Operacja: Jet Fusion             | Operation: Rescue Jet Fusion  |
|                         |     |                                  |                               |
| 21.10.2008              | 12  | Powrót Nanobotów                 | Return of the Nanobots        |
|                         |     |                                  |                               |
| 22.10.2008              | 13  | Koszmar w Retroville             | Nightmare in Retroville       |
|                         |     |                                  |                               |
| 23.10.2008              | 14  | Inwazja Twonków/Atak Twonków     | Attack of the Twonkies        |
| 24.10.2008              | 15  | Inwazja Twonków/Atak Twonków     | Attack of the Twonkies        |
|                         |     |                                  |                               |
| 31.10.2008              | 16  | Mózg Sheena                      | Sheen’s Brain                 |
|                         |     |                                  |                               |
| 04.11.2008              | 17  | Nieznośny blask sławy            | Out, Darn Spotlight           |
|                         |     |                                  |                               |
| 05.11.2008              | 18  | Złomiarz nadchodzi               | The Junkman Cometh            |
|                         |     |                                  |                               |
| 07.11.2008              | 19  | Faceci przy pracy                | Men at Work                   |
|                         |     |                                  |                               |
| SERIA DRUGA             |     |                                  |                               |
|                         |     |                                  |                               |
| 11.11.2008              | 20  | Kosmiczny teleturniej            | Win, Lose and Kaboom!         |
| 12.11.2008              | 21  | Kosmiczny teleturniej            | Win, Lose and Kaboom!         |
| 13.11.2008              | 22  | Kosmiczny teleturniej            | Win, Lose and Kaboom!         |
|                         |     |                                  |                               |
| 12.06.2009              | 23  | Chłopcy z przyszłości            | The Tomorrow Boys             |
|                         |     |                                  |                               |
| 15.06.2009              | 24  | Zabawa na śmierć i życie         | Fundemonium                   |
|                         |     |                                  |                               |
| 16.07.2009              | 25  | Światła! Kamera! W nogi!         | Lights! Camera! Danger!       |
|                         |     |                                  |                               |
| 13.08.2009              | 26  | Rozbitkowie                      | Stranded                      |
|                         |     |                                  |                               |
| 15.10.2009              | 27  | Malejące miasto                  | The Incredible Shrinking Town |
|                         |     |                                  |                               |
| 10.09.2009              | 28  | Jimmy na uniwersytecie           | Jimmy Goes to College         |
|                         |     |                                  |                               |
| 05.11.2009              | 29  | Przyczajony Jimmy, ukryty Sheen  | Crouching Jimmy, Hidden Sheen |
|                         |     |                                  |                               |
| 19.11.2009              | 30  | Kłopoty z Klonem                 | The Trouble with Clones       |
|                         |     |                                  |                               |
| 10.12.2009              | 31  | N-ludzie                         | The N-Men                     |
|                         |     |                                  |                               |
| 31.12.2009              | 32  | Król Marsa                       | King of Mars                  |
|                         |     |                                  |                               |
| 28.01.2010              | 33  | Moje wielkie szpiegowskie wesele | My Big Fat Spy Wedding        |
|                         |     |                                  |                               |
|                         | 34  |                                  | The League of Villains        |
|                         | 35  |                                  | The League of Villains        |
|                         |     |                                  |                               |

## Wynalazki Jimmy’ego Neutrona
- Goddard
- Satelita-toster
- Robo-fryzjerka
- Butobot
- Super-gumobalonowy mobil
- Pomniejszacz
- Plecak rakietowy
- VOX
- Dziewczyno-żercza roślina
- Niewidzialne chomiki
- Neutronowy napój na bekanie
- Kuchenka czasoprzestrzenna
- Rakieta Strato XL
- Pojazd oponowy
- Robo-łazik
- Spodnie z nano-chipem
- Poduszkowiec
- Eliminator spodni
- Sokobox 3000
- Lewitacyjna taca magnetyczna
- Odmóżdżacz 8000
- Guma książkowa
- Vins Loman 3000
- Mega-Hop
- Brobot i jego rodzice
- Budka czasowa
- Zmieniacz głosu
- Wymazywacz pamięci
- Eliksir młodości i starości
- Batyskaf Neutrona
- Lornetka
- Antygrawitacyjny spadochron
- Portal senny
- Rockowy zestaw automatyczny
- Kwantowo wzmocniony filtr 9000
- Sprej potowy
- Super szybkie buty
- Myślofon (Encyfalo-syntezator Neutrona)
- Projektor holograficzny
- Super utleniacz „200-letnia korozja w sekundę”
- Komory teleportacyjne
- Hipno-promień
- Hiper-sześcian czterowymiarowy
- Maszyna do cukierków
- Jimmy android
- Super-smakołyk
- Elektro-wstrząs w pigułce
- Akcelerator DNA
- Nanoboty
- Jim-Tech
- Elektryczny instruktor tańca 8000
- Neutroskop
- Sportowa opaska na głowę wzmacniająca ciało
- Drzemkotron 9000
- Plaster chorobotwórczy
- Akcelerator czasowy
- Neutronowa raca sygnalizacyjna
- Neutronowa piramida gier
- Neutronowy obóz w pudełku
- Grawitrax SK30
- AkustiVak
- Scyzoryk z laserem
- Plecak rakietowy napędzany beknięciami
- Regenerator DNA
- Termo-okulary
- Promień serowy
- Niewidzialne pigułki
- Odbłaźniacz Neutronowy
- Mikro-sieć
- Reanimator
- Feromon #976
- Skaner DNA
- Kwantowy przewijacz 9000
- Jimbus
- Pneumatyczne szpadle
- Jimmy-Bot
- Neutronowa guma tlenowa
- Neutronowa deska śnieżna
- Automatyczny sprzęt do baseballa
- Maszyna do zmiany wieku
- Neutroniczny Potworotron
- Zdalnie sterowana mini-kometa
- Maternotron
- Maszyna do klonowania
- Neutronowy Burzotron
- Hiperwymiarowy super-kontrolujący elektromagnes
- Mechaniczny byk
- Nie do wiary, że to nie olej 8000
- Kaskoloty
- Generator tunelu czasoprzestrzennego
- Glino-bot
- Łuk czasowy
- Esencja N-ludzi
- Portal międzywymiarowy
- Detektor fal dźwiękowych
- Porta-portal
- Wróg, który nie nazywa się Shirley